# Saison 2012-2013 du Sporting Club de Bastia
Maillots
Dernière mise à jour : 11 mai 2013.
Chronologie
Saison précédente Saison suivante
La saison 2012-2013 du Sporting Club de Bastia signe le retour du club en Ligue 1 après six saisons passées en Ligue 2 (2e division) et une en national.

## Effectif

### Équipe première
| Numéro             | Nom                         | Nationalité           | Poste(s)        | Depuis          | Date de naissance (Âge) | En provenance de      |
| Gardiens de but    | Gardiens de but             | Gardiens de but       | Gardiens de but | Gardiens de but | Gardiens de but         | Gardiens de but       |
| ------------------ | --------------------------- | --------------------- | --------------- | --------------- | ----------------------- | --------------------- |
| 1                  | Macedo Novaes               | Drapeau du Brésil     | GB              | 2008            | 30 mars 1983            | AC Arles-Avignon      |
| 16                 | Landry Bonnefoi             | Drapeau de la France  | GB              | 2012            | 20 septembre 1983       | Amiens SC             |
| 30                 | Dominique Agostini          | Drapeau de la France  | GB              | 2009            | 28 septembre 1989       | Centre de formation   |
| 40                 | Mickaël Landreau            | Drapeau de la France  | GB              | 2012            | 14 mai 1979             | LOSC Lille            |
| Défenseurs         |                             |                       |                 |                 |                         |                       |
| 2                  | Samuel Inkoom               | Drapeau du Ghana      | AD              | 2013            | 1er juin 1989           | Dnipro Dnipropetrovsk |
| 5                  | Olivier Vannucci            | Drapeau de la France  | DC              | 2012            | 24 mai 1991             | Centre de formation   |
| 6                  | Gaël Angoula                | Drapeau de la France  | AD              | 2011            | 18 juillet 1982         | Pacy-sur-Eure         |
| 7                  | Sylvain Marchal             | Drapeau de la France  | DC              | 2012            | 10 février 1980         | AS Saint-Étienne      |
| 12                 | Jacques Faty                | Drapeau du Sénégal    | DC              | 2013            | 25 février 1984         | Sivasspor             |
| 19                 | Maka Mary                   | Drapeau de la France  | DC              | 2011            | 27 mars 1989            | Le Havre AC           |
| 20                 | Matthieu Sans               | Drapeau de la France  | DC              | 2010            | 16 juin 1988            | AC Arles-Avignon      |
| 21                 | Féthi Harek                 | Drapeau de l'Algérie  | AG              | 2007            | 21 octobre 1982         | Rodez AF              |
| 24                 | Jérémy Choplin              | Drapeau de la France  | DC              | 2011            | 9 février 1985          | Rodez AF              |
| 29                 | Gilles Cioni                | Drapeau de la France  | AD              | 2011            | 14 juin 1984            | Paris FC              |
| Milieux de terrain |                             |                       |                 |                 |                         |                       |
| 4                  | Julien Sablé                | Drapeau de la France  | MDF             | 2012            | 11 septembre 1980       | OGC Nice              |
| 10                 | Wahbi Khazri                | Drapeau de la Tunisie | MO              | 2009            | 8 février 1991          | Centre de formation   |
| 14                 | Claudio Beauvue             | Drapeau de la France  | MO              | 2013            | 16 avril 1988           | LB Châteauroux        |
| 17                 | Florian Thauvin             | Drapeau de la France  | MO              | 2013            | 26 janvier 1993         | LOSC Lille            |
| 18                 | Yannick Cahuzac (capitaine) | Drapeau de la France  | MDF             | 2005            | 18 janvier 1985         | Centre de formation   |
| 22                 | Sambou Yatabaré             | Drapeau du Mali       | MC              | 2012            | 2 mars 1989             | AS Monaco             |
| 23                 | Christophe Vincent          | Drapeau de la France  | MDF             | 2012            | 8 novembre 1992         | Centre de formation   |
| 25                 | Jérôme Rothen               | Drapeau de la France  | MC              | 2011            | 31 mars 1978            | Paris SG              |
| Attaquants         |                             |                       |                 |                 |                         |                       |
| 8                  | Toifilou Maoulida           | Drapeau de la France  | AiD             | 2011            | 8 juin 1979             | RC Lens               |
| 9                  | Yassin El-Azzouzi           | Drapeau de la France  | AC              | 2010            | 13 janvier 1983         | Pacy-sur-Eure         |
| 15                 | Julian Palmieri             | Drapeau de la France  | AiG             | 2012            | 17 décembre 1987        | FC Istres             |
| 26                 | Gaëtan Varenne              | Drapeau de la France  | AC              | 2012            | 24 juin 1990            | Clermont Foot         |
| 27                 | Anthony Modeste             | Drapeau de la France  | AC              | 2012            | 14 avril 1988           | Girondins de Bordeaux |
| 28                 | Ilan                        | Drapeau du Brésil     | AC              | 2012            | 18 septembre 1980       | AC Ajaccio            |

### Staff managérial
| Emploi                  | Staff           |
| ----------------------- | --------------- |
| Entraîneur              | Frédéric Hantz  |
| Entraîneurs adjoints    | Réginald Ray    |
| Entraîneurs adjoints    | Frédéric Née    |
| Entraîneur des gardiens | Hervé Sekli     |
| Préparateur physique    | Didier Bouillot |

Source : http://www.sc-bastia.net/

## Transferts

### Arrivées

#### Mercato d'été
| Numéro | Poste | Joueur          | En provenance de      | Montant         | Date             |
| ------ | ----- | --------------- | --------------------- | --------------- | ---------------- |
| 26     | DEF   | Gaëtan Varenne  | FC Cournon-d'Auvergne | Transfert libre | 1er juillet 2012 |
| 22     | MIL   | Sambou Yatabaré | AS Monaco             | Transfert libre | 1er juillet 2012 |
| 15     | ATT   | Julian Palmieri | FC Istres             | Transfert libre | 1er juillet 2012 |
| 28     | ATT   | Ilan            | AC Ajaccio            | Transfert libre | 12 juillet 2012  |
| 7      | DEF   | Sylvain Marchal | AS Saint-Étienne      | Transfert libre | 27 juillet 2012  |
| 16     | GAR   | Landry Bonnefoi | Amiens SC             | Transfert libre | 31 juillet 2012  |

##### Prêts
| Numéro | Poste | Joueur          | En provenance de      | Début           | Fin          |
| ------ | ----- | --------------- | --------------------- | --------------- | ------------ |
| 27     | ATT   | Anthony Modeste | Girondins de Bordeaux | 31 juillet 2012 | 30 juin 2013 |

#### Mercato d'hiver
| Numéro | Poste | Joueur           | En provenance de | Montant         | Date             |
| ------ | ----- | ---------------- | ---------------- | --------------- | ---------------- |
| 4      | MIL   | Julien Sablé     | OGC Nice         | Transfert libre | 9 octobre 2012   |
| 40     | GAR   | Mickaël Landreau | LOSC Lille       | Transfert libre | 23 décembre 2012 |

##### Prêts
| Numéro | Poste | Joueur          | En provenance de         | Début           | Fin          |
| ------ | ----- | --------------- | ------------------------ | --------------- | ------------ |
| 14     | MIL   | Claudio Beauvue | LB Châteauroux           | 30 janvier 2013 | 30 juin 2013 |
| 2      | DEF   | Samuel Inkoom   | FC Dnipro Dnipropetrovsk | 31 janvier 2013 | 30 juin 2013 |
| 17     | MIL   | Florian Thauvin | LOSC Lille               | 31 janvier 2013 | 30 juin 2013 |
| 12     | DEF   | Jacques Faty    | Sivasspor                | 31 janvier 2013 | 30 juin 2013 |

### Départs

#### Mercato d'été
| Numéro | Poste | Joueur                     | Destination      | Montant         | Date             |
| ------ | ----- | -------------------------- | ---------------- | --------------- | ---------------- |
| 4      | MIL   | Jacques-Désiré Périatambée | Fin de carrière  | –               | 1er juillet 2012 |
| 3      | DEF   | Amiran Sanaia              | Libre            | –               | 1er juillet 2012 |
| 14     | MIL   | Mathieu Robail             | Nîmes Olympique  | Transfert libre | 1er juillet 2012 |
| 23     | ATT   | David Suarez               | AC Arles-Avignon | Transfert libre | 1er juillet 2012 |
| 2      | MIL   | Sadio Diallo               | Stade rennais    | 4 millions €    | 10 juillet 2012  |
| 5      | DEF   | Pierre-François Sodini     | FC Calvi         | Transfert libre | 1er août 2012    |

##### Prêts
| Numéro | Poste | Joueur         | Destination          | Début           | Fin          |
| ------ | ----- | -------------- | -------------------- | --------------- | ------------ |
| 7      | ATT   | Ludovic Genest | FC Istres            | 20 juillet 2012 | 30 juin 2013 |
| –      | MIL   | Florent André  | Fréjus Saint-Raphaël | 31 août 2012    | 30 juin 2013 |

#### Mercato d'hiver
| Numéro | Poste | Joueur          | Destination | Montant         | Date            |
| ------ | ----- | --------------- | ----------- | --------------- | --------------- |
| 17     | MIL   | Florian Thauvin | LOSC Lille  | 3,5 millions €  | 30 janvier 2013 |
| 11     | DEF   | François Marque | Libre       | –               | 31 janvier 2013 |
| 13     | ATT   | Salim Moizini   | Paris FC    | Transfert libre | 31 janvier 2013 |

### Activité globale
| Mercato d'été : 0 € Mercato d'hiver : 0 € Total : 0 € | Mercato d'été : 4 000 000 € Mercato d'hiver : 3 500 000 € Total : 7 500 000 € | Mercato d'été : 4 000 000 € Mercato d'hiver : 3 500 000 € Total : 7 500 000 € |

## Compétitions

### Ligue 1

#### Classement
Source : lfp.fr
Dernière mise à jour : le 12 mai 2013
| Rang | Équipe                 | Pts | J  | G  | N  | P  | Bp | Bc | Diff |
| ---- | ---------------------- | --- | -- | -- | -- | -- | -- | -- | ---- |
| 1    | Paris SG V             | 77  | 36 | 23 | 8  | 5  | 63 | 21 | +42  |
| 2    | Olympique de Marseille | 70  | 36 | 21 | 7  | 8  | 42 | 34 | +8   |
| 3    | Olympique lyonnaisS    | 63  | 36 | 18 | 9  | 9  | 58 | 37 | +21  |
| 4    | LOSC Lille             | 60  | 36 | 16 | 12 | 8  | 58 | 39 | +19  |
| 5    | OGC Nice               | 60  | 36 | 17 | 9  | 9  | 54 | 45 | +9   |
| 6    | AS Saint-Étienne L     | 59  | 36 | 15 | 14 | 7  | 57 | 31 | +26  |
| 7    | FC Lorient             | 53  | 36 | 14 | 11 | 11 | 56 | 54 | +2   |
| 8    | Girondins de Bordeaux  | 52  | 36 | 12 | 16 | 8  | 38 | 32 | +6   |
| 9    | Montpellier HSC CL     | 51  | 36 | 15 | 6  | 15 | 54 | 48 | +6   |
| 10   | Toulouse FC            | 45  | 36 | 11 | 12 | 13 | 45 | 46 | -1   |
| 11   | Valenciennes FC        | 45  | 36 | 11 | 12 | 13 | 46 | 49 | -3   |
| 12   | Stade rennais          | 45  | 36 | 13 | 6  | 17 | 47 | 57 | -10  |
| 13   | SC Bastia P            | 43  | 36 | 12 | 7  | 17 | 48 | 65 | -17  |
| 14   | FC Sochaux-Montbéliard | 40  | 36 | 10 | 10 | 16 | 40 | 55 | -15  |
| 15   | AC Ajaccio             | 39A | 36 | 9  | 14 | 13 | 38 | 48 | -10  |
| 16   | Reims P                | 39  | 36 | 9  | 12 | 15 | 32 | 42 | -10  |
| 17   | Évian TG FC            | 37  | 36 | 9  | 10 | 18 | 43 | 51 | -8   |
| 18   | AS Nancy-Lorraine      | 35  | 36 | 8  | 11 | 17 | 35 | 55 | -20  |
| 19   | ES Troyes AC P         | 34  | 36 | 7  | 13 | 16 | 41 | 59 | -18  |
| 20   | Stade brestois 29      | 29  | 36 | 8  | 5  | 23 | 30 | 57 | -27  |

Qualifications européennes
Ligue des Champions 2013-2014
- 1er et 2e : phase de groupes
- 3e : 3e tour de qualification

Ligue Europa 2013-2014
- CF : phase de groupes
- 4e : tour de barrages
- CL  ou 5e: 3e tour de qualification

Relégation
- 18e, 19e et 20e : relégation en Ligue 2

Abréviations
T : Tenant du titre

V : Vice-champion 2011-2012

CF : Vainqueur de la Coupe de France 2012-2013

CL : Vainqueur de la Coupe de la Ligue 2012-2013

S : Vainqueur du Trophée des champions 2012

P : Promus de Ligue 2
Note